# Laminoria
Laminoria est une vallée et un regroupement de hameaux faisant partie de la municipalité d'Arraia-Maeztu dans la province d'Alava dans la Communauté autonome basque.
Laminoria, Officiellement Real Valle de Laminoria-Laminoriako Erret Harana, regroupe les 6 hameaux de:
- Aletxa
- Arenaza
- Leorza
- Ibisate
- Musitu
- Cicujano

## Référence
1. ↑  Officiellement « Real Valle de Laminoria - Laminoriako Erret Harana » Euskal Herriko leku 2012-07-25 (Site d'Euskaltzaindia ou Académie de la langue basque)